# Рамна (Караш-Северин)
Рамна (рум. Ramna) насеље је у Румунији у округу Караш-Северин у општини Рамна. Oпштина се налази на надморској висини од 153 m.

## Прошлост
Аустријски царски ревизор Ерлер је 1774. године констатовао да место "Рафна" припада Карашовском округу, Вршачког дистрикта. Становништво је било претежно влашко.

## Становништво
Према подацима из 2002. године у насељу је живело 1782 становника.

### Попис2002.
| Расподела становништва по националности 2002.‍ | Расподела становништва по националности 2002.‍ | Расподела становништва по националности 2002.‍ | Расподела становништва по националности 2002.‍ | Расподела становништва по националности 2002.‍ |
| --------------------------------------------- | --------------------------------------------- | --------------------------------------------- | --------------------------------------------- | --------------------------------------------- |
|                                               |                                               |                                               |                                               |                                               |
| Румуни                                        | Румуни                                        |                                               | 1.729                                         | 97,1%                                         |
| Мађари                                        | Мађари                                        |                                               | 11                                            | 0,6%                                          |
| Роми                                          | Роми                                          |                                               | 30                                            | 1,7%                                          |
| Украјинци                                     | Украјинци                                     |                                               | 4                                             | 0,2%                                          |
| Немци                                         | Немци                                         |                                               | 7                                             | 0,4%                                          |

### Хронологија
| Година       | 1992 | 1993 | 1994 | 1995 | 1996 | 1997 | 1998 | 1999 | 2000 | 2001 | 2002 | 2003 | 2004 | 2005 | 2006 | 2007 | 2008 | 2009 | 2010 | 2011 | 2012 | 2013 | 2014 | 2015 | 2016 | 2017 |
| ------------ | ---- | ---- | ---- | ---- | ---- | ---- | ---- | ---- | ---- | ---- | ---- | ---- | ---- | ---- | ---- | ---- | ---- | ---- | ---- | ---- | ---- | ---- | ---- | ---- | ---- | ---- |
| Становништво | 1945 | 1936 | 1908 | 1873 | 1838 | 1821 | 1812 | 1800 | 1775 | 1768 | 1758 | 1744 | 1731 | 1717 | 1665 | 1640 | 1625 | 1614 | 1600 | 1579 | 1587 | 1588 | 1599 | 1595 | 1595 | 1579 |